# Utetes gahani
Utetes gahani är en stekelart som först beskrevs av Muesebeck 1931.  Utetes gahani ingår i släktet Utetes och familjen bracksteklar. Inga underarter finns listade i Catalogue of Life.